# Blame It on Baby
Blame It on Baby (estilizado em letras maiúsculas) é o terceiro álbum de estúdio do rapper americano DaBaby. O álbum foi lançado em 17 de abril de 2020, através das gravadoras Interscope e South Coast Music Group. Segue seu segundo álbum de estúdio, Kirk, lançado quase sete meses antes. O álbum conta com colaborações com Future, Roddy Ricch, Quavo, Megan Thee Stallion, YoungBoy Never Broke Again, A Boogie Wit Da Hoodie e Ashanti.

## Antecedentes
O projeto é o terceiro álbum de estúdio do DaBaby. Ele anunciou o álbum pela primeira vez em 13 de abril de 2020, com uma publicação no Twitter, e revelou a capa e a data de lançamento em 14 de abril.

## Desempenho comercial
Blame It on Baby estreou no número um na Billboard 200 dos Estados Unidos com 124.000 unidades equivalentes a álbuns (incluindo 12.000 vendas puras), tornando-se o segundo álbum do DaBaby no topo da parada. Além disso, 12 faixas do álbum apareceram na Billboard Hot 100, com o segundo single do álbum "Rockstar" estreando no número nove da parada.

## Lista de faixas
Adaptadas do Apple Music.
| N.º            | Título                                                            | Compositor(es)                                                                                          | Produtor(es)                                    | Duração |  |
| 1.             | "Can't Stop"                                                      | Jonathan Kirk Michael Hernandez John Lucas Carlos Godwin                                                | Foreign Teck JW Lucas LosTheProducer            | 2:48    |  |
| 2.             | "Pick Up" (com part. de Quavo)                                    | Kirk Quavious Marshall Dejuane Dunwood                                                                  | DJ Kid                                          | 1:58    |  |
| 3.             | "Lightskin Shit" (com part. de Future e JetsonMade)               | Kirk Nayvadius Wilburn Tahj Morgan Tobias Dekker Anton Mendo                                            | JetsonMade Outtatown Starboy                    | 1:51    |  |
| 4.             | "Talk About It"                                                   | Kirk Nils Noehden Wesley Glass                                                                          | Nils Wheezy                                     | 2:39    |  |
| 5.             | "Sad Shit"                                                        | Kirk Dunwood Thomas French                                                                              | DJ Kid Tom French                               | 3:37    |  |
| 6.             | "Find My Way"                                                     | Kirk Dunwood                                                                                            | DJ Kid                                          | 2:19    |  |
| 7.             | "Rockstar" (com part. de Roddy Ricch)                             | Kirk Rodrick Moore Jr. Ross Portaro IV                                                                  | SethInTheKitchen                                | 3:01    |  |
| 8.             | "Jump" (com part. de YoungBoy Never Broke Again)                  | Kirk Kentrell Gaulden Dunwood Rocco Valdes                                                              | DJ Kid Rocco Did It Again!                      | 3:32    |  |
| 9.             | "Champion"                                                        | Kirk Dunwood French                                                                                     | DJ Kid French                                   | 2:12    |  |
| 10.            | "Drop" (com part. de A Boogie wit da Hoodie e London on da Track) | Kirk Artist Dubose London Holmes Leon Krol Mario Petersen                                               | London on da Track L.N.K. Petersen              | 2:29    |  |
| 11.            | "Blame It on Baby"                                                | Kirk Gaulden Dunwood Jacob Greenspan Jasper Harris Juho Tuovinen Vladislav Mokhin                       | DJ Kid Jae Green Jasper Harris Jayston Mvabeats | 2:05    |  |
| 12.            | "Nasty" (com part. de Ashanti e Megan Thee Stallion)              | Kirk Ashanti Douglas Megan Pete Holmes Andre Parker Brad Jordan Irving Lorenzo Marcus Vest Michael Dean | London on da Track                              | 3:35    |  |
| 13.            | "Amazing Grace"                                                   | Kirk Paul Dawson                                                                                        | Ghost-Kid Da Produca                            | 1:28    |  |
| Duração total: | Duração total:                                                    | Duração total:                                                                                          | Duração total:                                  | 33:34   |  |

Notas
- Todos os títulos das faixas são estilizados em letras maiúsculas por exemplo, "Can't Stop" é estilizado como "CAN'T STOP".

## Desempenho nas tabelas musicais
| Tabela musical (2020)              | Melhor posição |
| ---------------------------------- | -------------- |
| Austrália (ARIA)                   | 7              |
| Áustria (Ö3 Austria Top 40)        | 10             |
| Bélgica (Ultratop 50 Flandres)     | 8              |
| Bélgica (Ultratop 40 Valônia)      | 21             |
| Canadá (Canadian Albums Billboard) | 1              |
| Dinamarca (Hitlisten)              | 3              |
| Países Baixos (MegaCharts)         | 5              |
| Finlândia (IFPI)                   | 11             |
| França (SNEP)                      | 29             |
| Alemanha (Offizielle Top 100)      | 28             |
| Itália (FIMI)                      | 7              |
| Lituânia (AGATA)                   | 4              |
| Nova Zelândia (RMNZ)               | 3              |
| Noruega (VG-lista)                 | 2              |
| Suécia (Sverigetopplistan)         | 6              |
| Suíça (Schweizer Hitparade)        | 9              |
| Reino Unido (UK Albums Chart)      | 8              |
| Estados Unidos (Billboard 200)     | 1              |